# ملتهمة الحمض الرزية
ملتهمة الحمض الرزية (الاسم العلمي: Acidovorax oryzae) هي نوع من البكتيريا، سلبية الغرام، تتبع جنس ملتهمة الحمض.